# エドワード・ター
- エドワード・H・ター
- エドワード・タール
- エドワード・H・タール

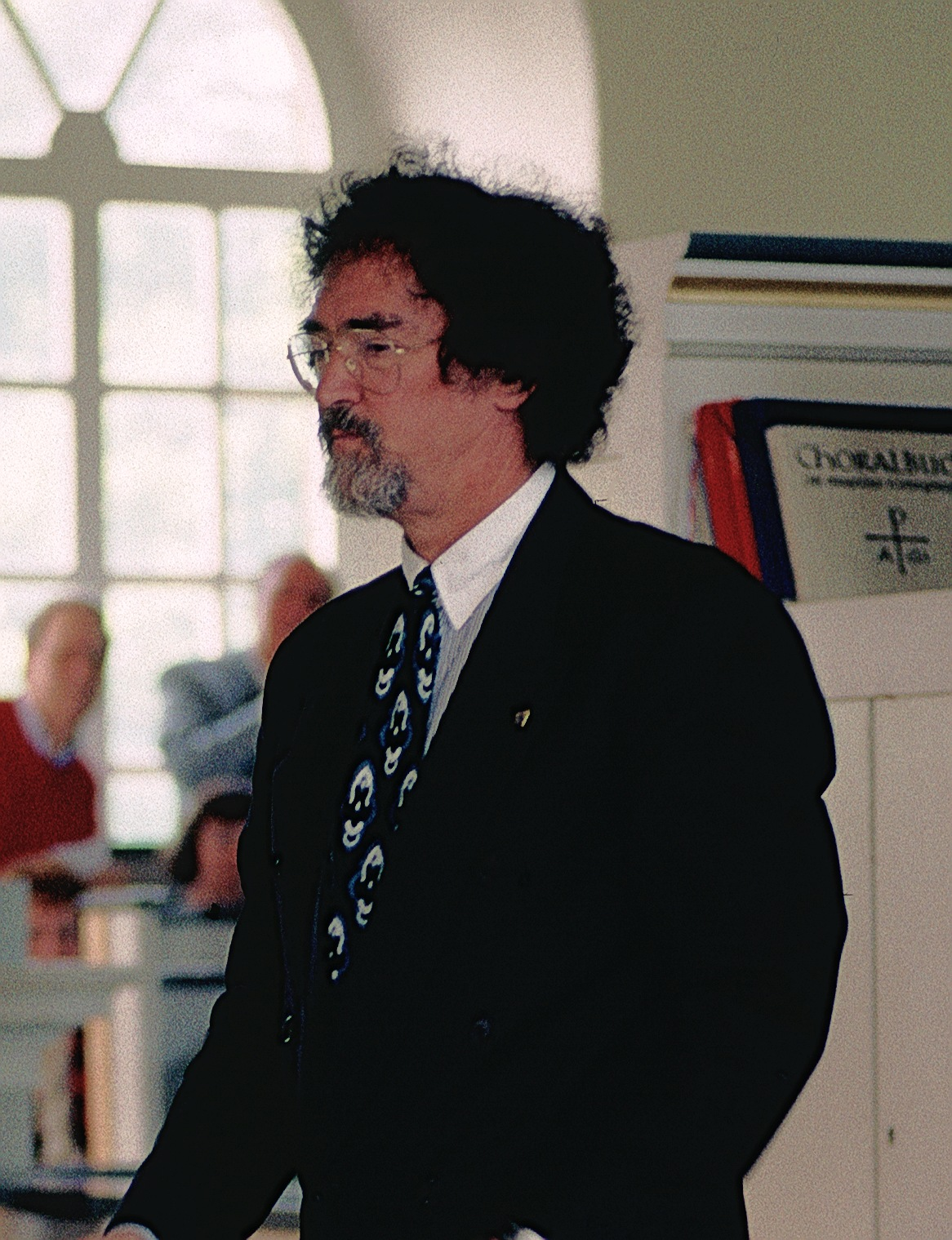
エドワード・ター（ハンブルク、1996年）

エドワード・ハンキンス・ター（Edward Hankins Tarr、1936年6月15日 - 2020年3月24日）は、アメリカのトランペット奏者、音楽学者。

## 人物
コネチカット州ノーウィッチ出身。8歳からトランペットを吹くようになり、ドン・プラットにトランペットの手ほどきを受けた。1953年からロジェ・ヴォワザンにトランペットを師事する一方で、オバーリン大学で芸術学を専攻し、1957年に卒業している。1958年にはノースウェスタン大学に行き、翌年までアドルフ・ハーセスの薫陶を受けた。1959年から1964年までバーゼル大学で音楽学を学ぶ。
1968年から1970年までドイツのラインラント音楽学校、1972年から2001年までバーゼル・スコラ・カントルム、1973年から1974年までフライブルク音楽大学、1974年から2001年までバーゼル大学、1979年から1989年までカールスルーエ音楽大学の各学校でトランペットを講じた。2001年から2009年までカールスルーエ音楽大学に戻ってトランペットを教え、2004年には同大学から表彰されている。
なお、1985年から2004年まで「トランペットの町」として知られるバート・ゼッキンゲンにあるトランペット博物館の館長も務めた。